# Volské oko (architektura)

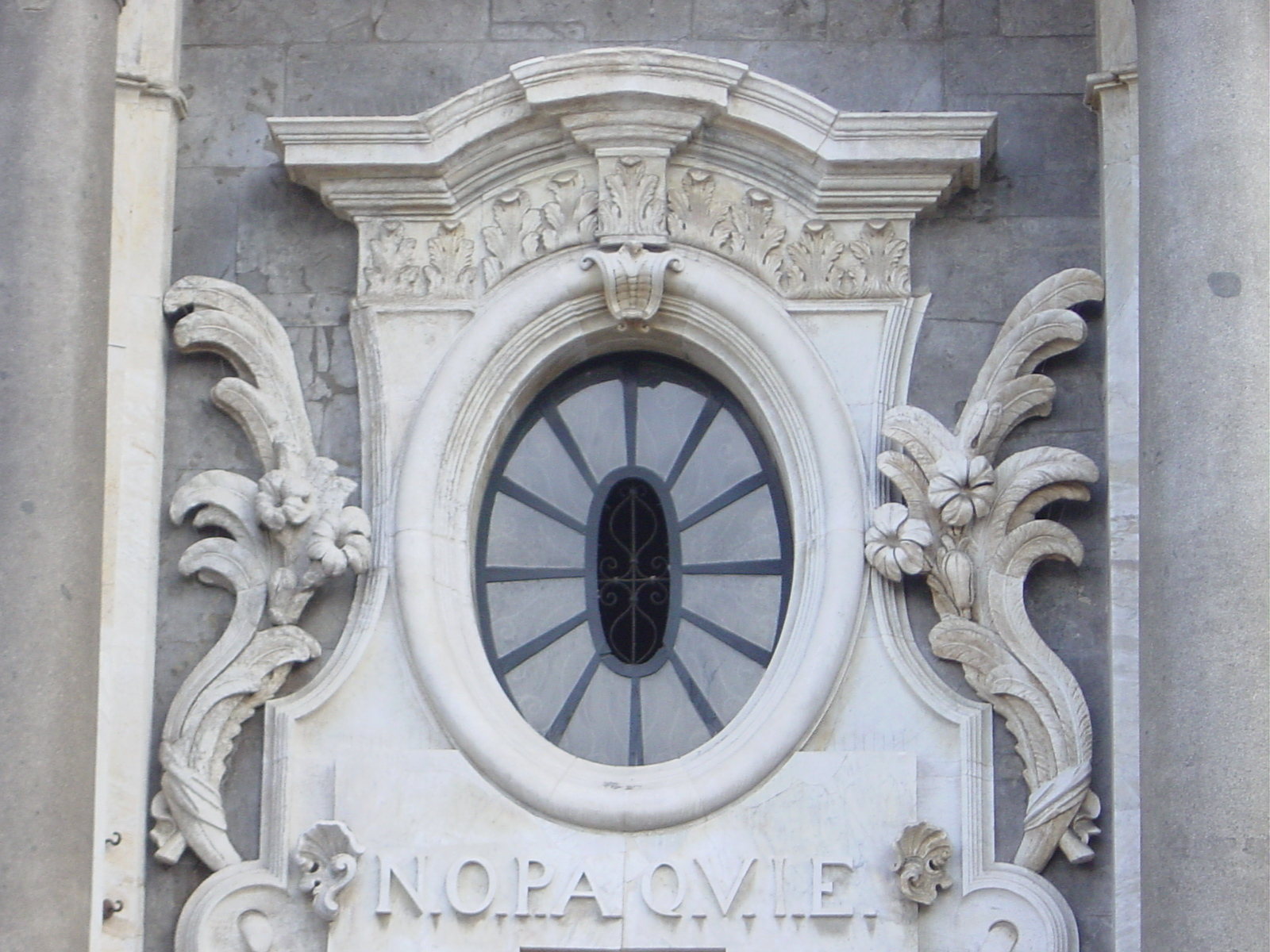
Barokní volské oko

Volské oko, též francouzsky oeil de boeuf (œil-de-bœuf, [öj d böf]), je v architektuře kulaté nebo oválné okno. Tento tvar okna je známý již z antiky, používal se v románském slohu i v gotice, velkého rozšíření se dočkal v baroku a secesi, kdy byla kulatá nebo oválná okna používána na ozdobné portály nebo ve štítech či vikýřích. Také slepá okna mají často tuto podobu. Kulatá a oválná okna byla oblíbená i v moderní architektuře (kruhové především ve funkcionalismu jako tzv. nautické okno), o to více v architektuře postmoderní.
Pojem se používá též pro malý vikýř s plynule přetaženou krytinou (s oválným ale i obdélným otvorem)